# Rampage (missile)
Pour les articles homonymes, voir Rampage.

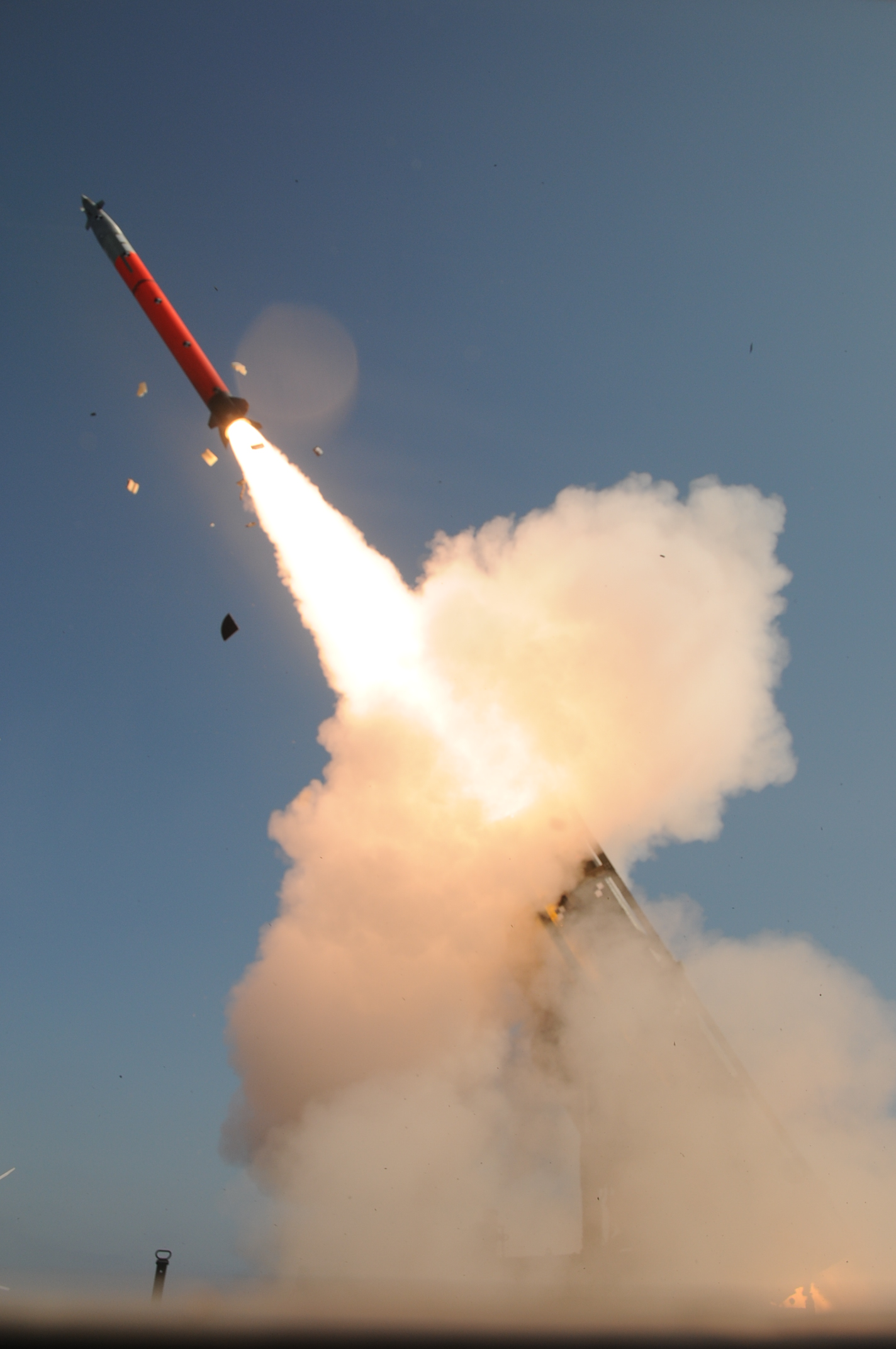
Tir d'une roquette EXTRA de calibre 306 mm en 2017.

Le Rampage ("carnage", "déchaînement") est un missile aérobalistique israélien supersonique de haute précision guidé par navigation inertielle et un système de positionnement par satellites dévoilé lors du salon Eurosatory le 11 juin 2018. Il est en développement depuis 2014 sous le nom de MARS,.

## Caractéristiques
La masse totale du missile est de 570 kg, sa longueur est de 4,7 mètres, son diamètre est de 30 cm. Sa portée annoncée est de 150 km et l'erreur circulaire probable sur l’objectif est inférieure à 10 mètres.
Rampage est un dérivé d'une roquette d’artillerie de calibre 306 mm EXTRA lancée en surface par un système IMI Systems, avec quelques modifications mineures à la cellule. Bien que très peu de détails spécifiques aient été divulgués sur le codéveloppement du Rampage, on sait que IMI Systems fournit les ogives, les moteurs de fusée et la cellule, tandis que Israel Aerospace Industries fournit les systèmes de navigation, de guidage et de contrôle.
Le missile devait entrer en production courant 2019. Sa commercialisation pourrait commencer la même année.
Le Rampage sera notamment capable de contrôler l’étendue de diffusion de ses éclats, ce qui devrait réduire au minimum les dommages collatéraux de sa frappe.
Selon Boaz Levi, directeur de la Division des missiles et de l’aérospatiale de l’IAI cité par Ynet, le coût du missile serait d’environ un tiers du coût des projectiles similaires proposés aujourd’hui dans le monde.
Une version navale nommée TRIGON est également en cours de développement.